# Exoterie
Exoterie (van het Grieks ἔξωτερική: het uitwendige, het openbare) is het tegenovergestelde van esoterie en heeft betrekking op alles wat zonder beperkingen publiek is, of universeel.
Veel samenlevingen zijn verdeeld in twee delen - het exoterische deel (het "publieke gezicht") en het esoterische deel ("achter gesloten deuren"). Een exoterische regeringsvorm vereist volledige transparantie, waarbij alle handelingen van de overheid publiek inzichtelijk zijn.
Veel broederschapsorganisaties, zoals de Vrijmetselarij, zijn deels toegankelijk voor de niet-ingewijde, maar hebben verschillende niveaus van inwijding in de esoterische kennis en leer naarmate men voortschrijdt binnen de organisatie.
Het begrip wordt voornamelijk gebruikt in verband met religieuze stromingen.
Filosofisch gebruik van de term werd toegepast op sommige cursussen van Aristoteles van 'protreptische' of 'wervende' (propagandistische) aard, die bestemd waren voor het Griekssprekende, geletterde publiek "buiten" de school, in tegenstelling tot esoterische cursussen die alleen voor ingewijden bestemd waren.